# 李宏彬
李宏彬，清华大学中国经济社会数据中心教授，担任《比较经济学》和《中国经济评论》编委。入选中华人民共和国教育部2009年度"长江学者"特聘教授。曾主持多个中国国家自然科学基金科研项目。